# Taner Akçam
Altuğ Taner Akçam (n. 23 octombrie 1953, Ölçek⁠(d), Ardahan⁠(d), Provincia Ardahan, Turcia) este un istoric, sociolog și activist turc.
Este unul dintre primii universitari turci care a recunoscut în mod deschis Genocidul Armean comis de Imperiul Otoman în 1915, lucru pentru care a fost persecutat de statul turc.
Ca membru al unei grupări de stânga este deferit justiției fiind acuzat de susținerea unor teze antinaționale.
În 1976 este arestat și condamnat la 10 ani de închisoare.
Evadează și în 1978 emigrează în Germania de Vest, unde solicită azil politic.
În 1995 obține doctoratul la Universitatea din Hanovra.
Este profesor în cadrul Centrului pentru studiul Holocaustului și al genocidului de la Universitatea din Minnesota.
A scris o serie de lucrări în engleză, germană și turcă, referitoare la relațiile turco-armene.
Una dintre cele mai cunoscute cărți ale sale este A Shameful Act: The Armenian Genocide and The Question of Turkish Responsibility, apărută în noiembrie 2006 și care a stârnit indignarea ultra-naționaliștilor turci.
Această lucrare a fost tradusă și în română sub titlul “Un Act Rușinos. Genocidul armean și problema responsabilității turce”, volum lansat în 2011.